# Cot Bunotpayong
Cot Bunotpayong är en kulle i Indonesien.   Den ligger i provinsen Aceh, i den västra delen av landet, 1 800 km nordväst om huvudstaden Jakarta. Toppen på Cot Bunotpayong är 102 meter över havet.
Terrängen runt Cot Bunotpayong är kuperad åt sydost, men västerut är den platt. Havet är nära Cot Bunotpayong åt nordväst.Runt Cot Bunotpayong är det tätbefolkat, med 257 invånare per kvadratkilometer. Närmaste större samhälle är Banda Aceh, 13,9 km sydväst om Cot Bunotpayong. Omgivningarna runt Cot Bunotpayong är en mosaik av jordbruksmark och naturlig växtlighet.